# 울부짖는 초원
울부짖는 초원(Trilogia I: To Livadi Pou Dakryzei, Trilogy: The Weeping Meadow)은 이탈리아에서 제작된 테오도로스 앙겔로플로스 감독의 2004년 드라마, 서사, 멜로/로맨스 영화이다. 바실리스 콜로보스 등이 주연으로 출연하였고 테오 앙겔로풀로스 등이 제작에 참여하였다.

## 출연

### 주연
- 바실리스 콜로보스

### 조연
- 탈리아 아르기리우
- 마이클 야나토스

## 제작진
- 공동제작: 장 라바디
- 공동제작: 조르지오 실바그니
- 미술: 기오르고스 파사스